# Präsidentschaftswahl in den Vereinigten Staaten 1988
Die 51. Wahl des Präsidenten der Vereinigten Staaten von Amerika fand am 8. November 1988 statt. Präsident Ronald Reagan konnte nach zwei Amtsperioden nicht mehr antreten. Gewählt wurde der damalige Vizepräsident George Bush, der sich gegen den Gouverneur von Massachusetts Michael Dukakis durchsetzte und damit der 41. Präsident der Vereinigten Staaten wurde.
Seit der Präsidentschaftswahl 1988 konnte kein republikanischer Kandidat weder beim Stimmenanteil im Volk noch den Wahlmännern George Bushs Ergebnis übertreffen.

## Ausgangslage
Die Präsidentenwahl 1988 galt als die ergebnisoffenste seit 20 Jahren, da zum ersten Mal seit 1968 kein amtierender Präsident zur Wiederwahl stand. Die Republikaner vertrauten auf die starke weltpolitische Stellung der USA (ohne in einen Krieg verwickelt zu sein) und die robuste Wirtschaftslage. Außerdem hofften sie, dass die nach wie vor hohen Popularitätswerte für Präsident Ronald Reagan auch dem neuen republikanischen Kandidaten zugutekommen würden. Die Demokraten sahen sich durch die Rückgewinnung der Senatsmehrheit bei den Kongresswahlen 1986 im Aufwind und hofften, dass die Iran-Contra-Affäre den Republikanern insgesamt geschadet hatte.

## Republikaner

George H. W. Bush

Als Favorit bei den Republikanern galt Vizepräsident George Bush, der zwar 1980 Ronald Reagan innerparteilich unterlegen war, seither jedoch das Amt des Stellvertreters zu weitgehender Zufriedenheit ausgeübt hatte. Allerdings war es seit mehr als 150 Jahren keinem amtierenden Vizepräsidenten mehr gelungen, durch einen Wahlsieg die Präsidentschaft zu erlangen. Zuletzt hatte dies Hubert H. Humphrey 1968 versucht und war an Richard Nixon gescheitert, der seinerseits als amtierender Vizepräsident acht Jahre zuvor unterlegen war. Als schärfster Konkurrent wurde Senator Bob Dole aus Kansas angesehen, der nach zwei gescheiterten Versuchen 1976 (Niederlage als Vizepräsidentschaftskandidat zusammen mit Gerald Ford) und 1980 (frühzeitig in den Vorwahlen ausgeschieden) einen dritten Anlauf Richtung Weißes Haus unternahm. Dem Kongressabgeordneten Jack Kemp und dem Fernsehprediger Pat Robertson wurden nur geringe Außenseiterchancen eingeräumt.
Die erste Vorwahl in Iowa gewann Dole, die eigentliche Überraschung war jedoch, dass Bush hinter Robertson nur Platz drei belegen konnte. Dole hoffte nun, mit einem weiteren Sieg in New Hampshire eine Vorentscheidung erzwingen zu können, musste jedoch eine deutliche Niederlage hinnehmen. Er führte dies auf Bushs Wahlwerbung zurück, welche ihm fälschlicherweise unterstellt habe, er sei als Präsident unter Umständen bereit, Steuererhöhungen zuzustimmen. Dies wurde von Dole nicht nur vehement bestritten, er forderte den Vizepräsidenten auch auf, in Zukunft „keine Lügen“ mehr über ihn zu verbreiten, eine Wortwahl, die innerparteilich beträchtlichen Unmut auslöste. Dole konnte zwar noch die Vorwahlen in South Dakota und Minnesota gewinnen, er verlor jedoch in South Carolina und am darauf folgenden „Super-Dienstag“ auch bei allen weiteren Vorwahlen im Süden gegen Bush. Sein Wahlkampf geriet nun in eine ernste – auch finanzielle – Krise und er war gezwungen, einen Teil seines Wahlkampfteams zu entlassen. Allerdings hoffte er noch auf ein Comeback in den Industriestaaten des Nordens. Als dieses jedoch ausblieb und er auch die Vorwahlen in Illinois gegen Bush verlor, beendete er seine Kampagne. Da auch Kemp und der im Süden überraschend schwache Robertson gegen Bush chancenlos waren, stand dessen Nominierung als republikanischer Präsidentschaftskandidat bereits frühzeitig fest.
Kurz vor dem Beginn des Parteitages entschied sich Bush für den relativ jungen, konservativen Senator Dan Quayle als Vizepräsidentschaftskandidaten, in der Hoffnung, damit auch den rechten Parteiflügel, der Bush immer mit einer gewissen Distanz gegenüberstand, für sich gewinnen zu können. In der Presse wurde jedoch Quayles politische Unerfahrenheit bemängelt sowie der Umstand, dass er unter Ausnutzung familiärer Beziehungen durch seine Einberufung zur Nationalgarde dem Kampfeinsatz im Vietnamkrieg entgangen war.

## Demokraten

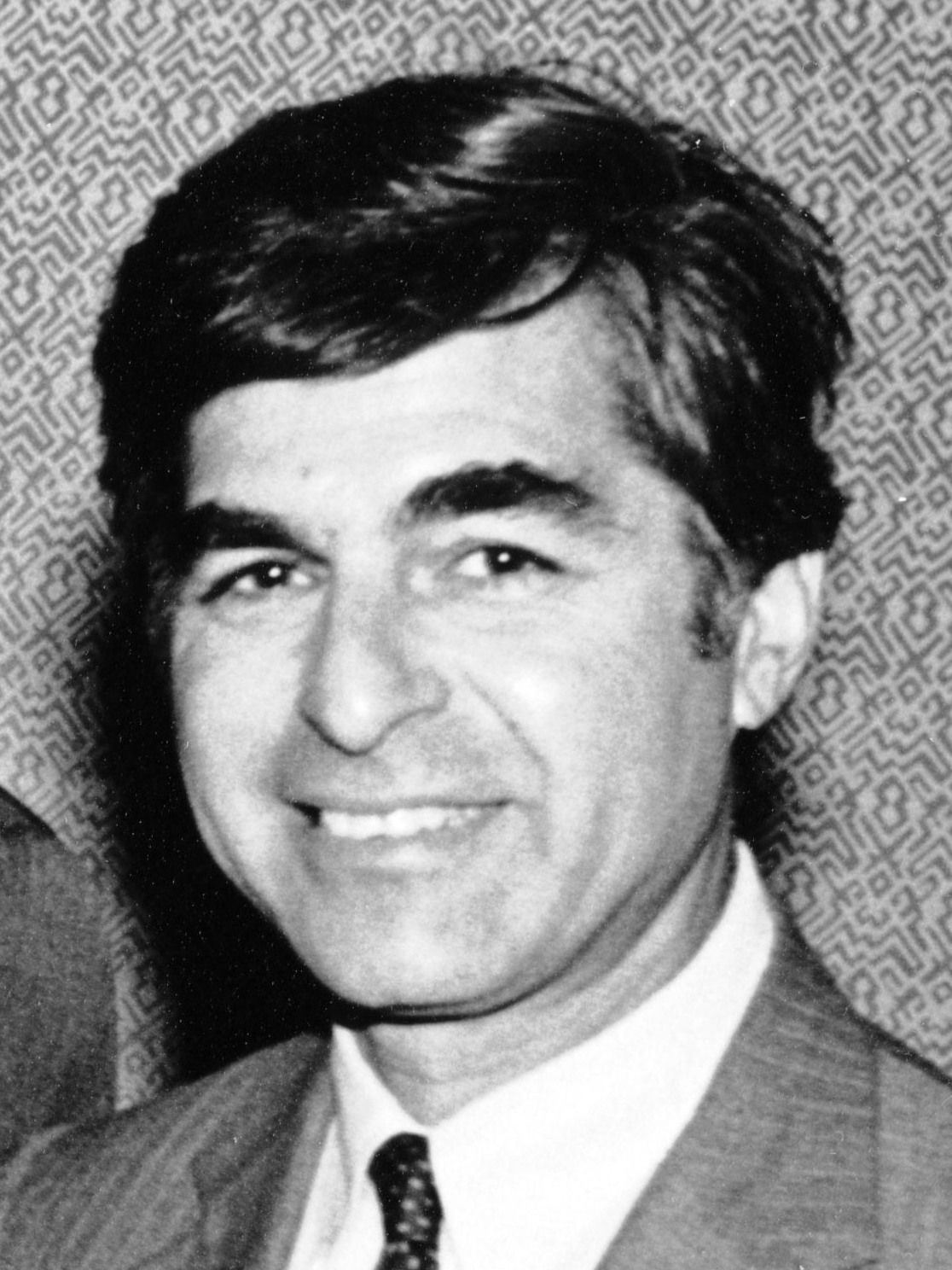
Michael Dukakis

Der demokratische Vorwahlkampf war anfangs vom Nichtantreten bzw. der frühzeitigen Aufgabe mehrerer als chancenreich angesehener Kandidaten geprägt. So erklärte Senator Edward Kennedy schon Ende 1985, kein Präsidentschaftskandidat für 1988 zu sein. Auch der New Yorker Gouverneur Mario Cuomo, dessen Rede auf dem Parteitag 1984 viele Delegierte begeistert hatte, lehnte eine Kandidatur ab. Als Favorit galt somit der vier Jahre zuvor überraschend starke Ex-Senator aus Colorado Gary Hart, der jedoch schon kurz nach der offiziellen Bekanntgabe seiner Kandidatur im April 1987 wegen eines Sexskandals aufgeben musste. Schließlich sah sich auch noch der (32 Jahre später zum Präsidenten gewählte) Senator Joe Biden gezwungen, seine Kampagne wegen Plagiatsvorwürfen vorzeitig zu beenden. Es war bekannt geworden, dass seine Standardrede fast wortwörtlich einer Rede des britischen Labour-Vorsitzenden Neil Kinnock entsprach. Da der Rest des demokratischen Kandidatenfeldes – die Senatoren Al Gore (Tennessee) und Paul M. Simon (Illinois), Gouverneur Michael Dukakis (Massachusetts), der Kongressabgeordnete Dick Gephardt (Missouri), der Ex-Handelsminister Bruce Babbitt und der afroamerikanische Bürgerrechtskämpfer Jesse Jackson – als eher schwach angesehen wurde, begannen in den Medien bald Spekulationen darüber, ob möglicherweise ein prominenter demokratischer Senator oder Gouverneur noch spät in den Vorwahlkampf einsteigen würde. Dabei fiel unter anderem auch der Name des Gouverneurs von Arkansas Bill Clinton, der jedoch – wie alle anderen Genannten – eine Kandidatur ablehnte.
Die erste Vorwahl in Iowa gewann Gephardt, der sich für eine protektionistische Handelspolitik aussprach und von einigen Gewerkschaften unterstützt wurde. In New Hampshire war hingegen Dukakis erfolgreich, der auch am „Superdienstag“ im Süden Stärke zeigte, während Gephardt hier weitgehend erfolglos blieb. Nachdem die Gewerkschaften daraufhin ihre Unterstützung für Gephardt eingestellt hatten und ein Comebackversuch in Michigan gescheitert war, sah sich dieser zur Aufgabe gezwungen. Dukakis hingegen erwuchsen im Süden zwei neue Gegner, die erst hier ihren Wahlkampf ernsthaft begonnen hatten und am „Superdienstag“ ebenfalls respektable Erfolge feiern konnten: Senator Al Gore und Jesse Jackson. Während es Gore aber in der Folge nicht gelang, ein klares Profil zu gewinnen und er nach einer schweren Niederlage in New York aufgeben musste, konnte Jackson so viele Wähler – vor allem aus der Arbeiterschaft – für sich gewinnen, so dass er nach einem überraschenden Sieg in Michigan kurzzeitig zu einer ernsthaften Konkurrenz für Dukakis wurde und ein afroamerikanischer Präsidentschaftskandidat erstmals in den Bereich des Möglichen rückte. Allerdings interessierten sich nun auch die Medien verstärkt für das linksgerichtete politische Programm Jacksons, was viele Demokraten fürchten ließ, mit ihm als Kandidaten ein ähnliches Debakel wie 1972 mit George McGovern zu erleiden und somit auf die dritte schwere Wahlniederlage in Folge hinzusteuern. Dies führte dazu, dass bei den letzten Vorwahlen viele Unentschlossene ihre Stimme Dukakis gaben und diesem nach einem klaren Sieg in Kalifornien die Nominierung nicht mehr zu nehmen war.
Bei der Auswahl des Vizepräsidentschaftskandidaten überging Dukakis Jackson und entschied sich stattdessen für den texanischen Senator Lloyd Bentsen in der Hoffnung, damit einerseits Stimmen im Süden zu gewinnen und andererseits Reminiszenzen an das erfolgreiche Kandidatenteam John F. Kennedy/Lyndon B. Johnson zu wecken, das ebenfalls aus Massachusetts bzw. Texas stammte.

## Wahlkampf
Der eigentliche Präsidentschaftswahlkampf begann mit dem demokratischen Parteitag in Atlanta, von welchem weniger die Rede des nominierten Kandidaten Dukakis in Erinnerung blieb als die Aussage der späteren texanischen Gouverneurin Ann Richards, George Bush sei mit „einem goldenen Löffel im Mund geboren“ und könne daher gar kein Verständnis für die sozial Schwachen aufbringen, denen der Staat helfen müsse. Dem entgegnete Bush auf dem republikanischen Parteitag in Miami „Lest meine Lippen: keine neuen Steuern!“, womit er sich gegen die Ausweitung staatlicher Leistungen, aber auch gegen zusätzliche Belastungen der Steuerzahler aussprach.
Neben der Budgetpolitik wurde die Frage der Kriminalitätsbekämpfung zum zweiten zentralen Wahlkampfthema, ausgelöst durch den von den Republikanern stark thematisierten Fall Willie Horton, eines wegen Raubmordes zu lebenslanger Haft verurteilten Afroamerikaners, der – während Dukakis’ Amtszeit als Gouverneur – einen Hafturlaub zur Flucht nutzte, eine Frau vergewaltigte und deren Ehemann schwer misshandelte, ehe er gefasst werden konnte. Zwar waren derartige Hafturlaube schon von einem republikanischen Vorgänger Dukakis’ eingeführt worden und auch in zahlreichen anderen Bundesstaaten üblich, jedoch hatte sich Dukakis dafür eingesetzt, das entsprechende Programm auch auf Schwerverbrecher inklusive Mörder auszuweiten. Das Thema belastete Dukakis’ Wahlkampf zusehends, vor allem nach der zweiten Fernsehdebatte, in der er – als erklärter Gegner der Todesstrafe – gefragt wurde, ob er seine diesbezügliche Meinung ändern würde, wenn seine Frau Opfer von Vergewaltigung und Mord würde. Dukakis verneinte diese sehr persönliche (und deshalb später auch kritisierte) Frage ohne ein Zeichen persönlicher Betroffenheit mit dem Hinweis auf diverse Kriminalstatistiken, was ihn vor einem Millionenpublikum kalt und gefühllos erscheinen ließ.
Im Gegensatz dazu konnte der demokratische Vizepräsidentschaftskandidat Bentsen in der TV-Debatte mit seinem republikanischen Gegenüber Quayle punkten. Als dieser seine politische Erfahrung mit jener von Präsident John F. („Jack“) Kennedy bei dessen Amtsantritt verglich, antwortete Bentsen kühl: „Senator, Ich habe mit Jack Kennedy zusammengearbeitet. Ich kannte Jack Kennedy. Jack Kennedy war ein Freund von mir. Senator, Sie sind kein Jack Kennedy“, was vom Publikum mit donnerndem Applaus bedacht wurde. Bentsens Erfolg nutzte Dukakis jedoch kaum, bei manchen Wählern verfestigte sich vielmehr der Eindruck, dass Bentsen womöglich der bessere Kandidat gewesen wäre, da er insgesamt „präsidentieller“ als Dukakis wirkte. Zu diesem Eindruck trugen möglicherweise auch mehrere – unglückliche – Fotos bei, die Dukakis schwer behelmt auf einem Schützenpanzer zeigten. Er hoffte dadurch offensichtlich, den Eindruck eines starken Oberbefehlshabers zu erwecken, die entsprechenden Bilder wurden jedoch vielfach als aufgesetzt, zum Teil sogar als lächerlich empfunden.
Kurz vor dem Wahltag sagten sämtliche Meinungsforschungsinstitute einen klaren Wahlsieg der Republikaner voraus, nachdem zu Beginn des Wahlkampfes noch Dukakis in Führung gelegen war und nach den Parteitagen in etwa Gleichstand geherrscht hatte.

## Ergebnis
George Bush konnte die Wahl mit einer absoluten Mehrheit der gesamten Stimmen für sich entscheiden. Er erhielt 48,8 Millionen (53,4 %) der insgesamt 91,6 Millionen abgegebenen Stimmen, während Dukakis insgesamt nur 41,8 Millionen Stimmen (45,6 %) bekam. Im wahlentscheidenden Wahlmännerkollegium fiel die Wahl deutlicher aus. Bush erhielt 426 Stimmen, Dukakis erhielt lediglich 111 Stimmen. Ein demokratisches Mitglied des Kollegiums aus West Virginia stimmte für Dukakis’ Vizepräsidentschaftskandidaten Lloyd Bentsen als Präsident, um so gegen das Wahlprozedere zu protestieren.
Wie genauere Analysen des Wahlergebnisses zeigten, verdankte Bush seinen deutlichen Sieg vor allem den guten Ergebnissen in den Vorstädten (wo möglicherweise die Frage der Kriminalitätsbekämpfung eine entscheidende Rolle spielte), den großen Erfolgen im Nordosten und dem – knappen – Sieg in Kalifornien. Hingegen blieb sein Vorsprung in den Agrarstaaten des mittleren Westens hinter den Erwartungen zurück, unter Umständen eine Folge der Landwirtschaftskrise der 80er Jahre, die offensichtlich den Republikanern angelastet wurde. Dies schlug sich vor allem im Wahlergebnis von Iowa wider, wo Dukakis mit mehr als zehn Prozentpunkten gewann. Zwar gingen demokratische Präsidentschaftskandidaten in diesem Staat danach noch 1992, 1996, 2000, 2008 und 2012 als Sieger hervor, jedoch stets mit knapperen Ergebnissen. In anderen Staaten der Region wie Montana und South Dakota, die als Hochburgen der Republikaner gelten, siegte Bush vergleichsweise knapp. Der Vorsprung lag dort unter dem im Popular Vote, was sich für die Republikaner bei allen nachfolgenden Präsidentschaftswahlen nicht wiederholen sollte.
Bis heute ist dies die letzte Wahl, bei der ein republikanischer Präsidentschaftskandidat eine Mehrheit in Connecticut, Delaware, Illinois, Kalifornien, Maryland, Maine, New Jersey und Vermont erhielt. Nach George H. W. Bush siegten in diesen Staaten bei allen nachfolgenden Präsidentschaftswahlen ausnahmslos Kandidaten der Demokraten. New Hampshire und New Mexico votierten danach mit George W. Bush (New Hampshire 2000, New Mexico 2004) lediglich einmal mehrheitlich für einen Kandidaten der Republikaner. Trotz des Erdrutschsieges von George H. W. Bush markierte die Wahl ansatzweise die künftigen Hochburgen beider Parteien. Die Staaten, die für Dukakis votierten, lagen im Nordosten, im mittleren Westen und an der Pazifikküste, während die Südstaaten sowie die Staaten zwischen der Pazifikküste und dem Einzugsgebiet der großen Seen ausnahmslos für Bush votierten. Dieses geographische Kräfteverhältnis hielt sich grob bei allen nachfolgenden Präsidentschaftswahlen.

### Landesweites Wahlergebnis
| Kandidat              | Partei | Partei       | Stimmen    | Stimmen | Wahlmänner |
| Kandidat              | Partei | Partei       | Anzahl     | Prozent | Wahlmänner |
| --------------------- | ------ | ------------ | ---------- | ------- | ---------- |
| George Bush           |        | Republikaner | 48.886.097 | 53,37   | 426        |
| Michael Dukakis       |        | Demokrat     | 41.809.074 | 45,65   | 111        |
| Lloyd Bentsen         |        | Demokrat     | —          | —       | 1          |
| Ron Paul              |        | Libertarian  | 432.179    | 0,47    | —          |
| Lenora Fulani         |        | New Alliance | 217.219    | 0,24    | —          |
| Gesamt                | Gesamt | Gesamt       | 91.594.809 | 100     | 538        |
| Quelle: fec.gov (PDF) |        |              |            |         |            |

### Wahlergebnisse nach Bundesstaat
| Bundesstaat           | Bundesstaat          | Michael Dukakis Demokraten | Michael Dukakis Demokraten | Michael Dukakis Demokraten | George Bush Republikaner | George Bush Republikaner | George Bush Republikaner | Andere Kandidaten | Andere Kandidaten | Stimmen gesamt | Vorsprung | Vorsprung |
| Bundesstaat           | Bundesstaat          | Stimmen                    | %                          | Wahlleute                  | Stimmen                  | %                        | Wahlleute                | Stimmen           | %                 | Stimmen gesamt | Stimmen   | %         |
| --------------------- | -------------------- | -------------------------- | -------------------------- | -------------------------- | ------------------------ | ------------------------ | ------------------------ | ----------------- | ----------------- | -------------- | --------- | --------- |
|                       | Alabama              | 549.506                    | 39,9                       | –                          | 815.576                  | 59,2                     | 9                        | 13.394            | 1,0               | 1.378.476      | 266.070   | 19,3      |
|                       | Alaska               | 72.584                     | 36,3                       | –                          | 119.251                  | 59,6                     | 3                        | 8.281             | 4,1               | 200.116        | 46.667    | 23,3      |
|                       | Arizona              | 454.029                    | 38,7                       | –                          | 702.541                  | 60,0                     | 7                        | 15.303            | 1,3               | 1.171.873      | 248.512   | 21,2      |
|                       | Arkansas             | 349.237                    | 42,2                       | –                          | 466.578                  | 56,4                     | 6                        | 11.923            | 1,4               | 827.738        | 117.341   | 14,2      |
|                       | Colorado             | 621.453                    | 45,3                       | –                          | 728.177                  | 53,1                     | 8                        | 22.764            | 1,7               | 1.372.394      | 106.724   | 7,8       |
|                       | Connecticut          | 676.584                    | 46,9                       | –                          | 750.241                  | 52,0                     | 8                        | 16.569            | 1,1               | 1.443.394      | 73.657    | 5,1       |
|                       | Delaware             | 108.647                    | 43,5                       | –                          | 139.639                  | 55,9                     | 3                        | 1.605             | 0,6               | 249.891        | 30.992    | 12,4      |
|                       | District of Columbia | 159.407                    | 82,6                       | 3                          | 27.590                   | 14,3                     | –                        | 5.880             | 3,0               | 192.877        | 131.817   | 68,3      |
|                       | Florida              | 1.656.701                  | 38,5                       | –                          | 2.618.885                | 60,9                     | 21                       | 26.727            | 0,6               | 4.302.313      | 962.184   | 22,4      |
|                       | Georgia              | 714.792                    | 39,5                       | –                          | 1.081.331                | 59,8                     | 12                       | 13.549            | 0,7               | 1.809.672      | 366.539   | 20,3      |
|                       | Hawaii               | 192.364                    | 54,3                       | 4                          | 158.625                  | 44,8                     | –                        | 3.472             | 1,0               | 354.461        | 33.739    | 9,5       |
|                       | Idaho                | 147.272                    | 36,0                       | –                          | 253.881                  | 62,1                     | 4                        | 7.815             | 1,9               | 408.968        | 106.609   | 26,1      |
|                       | Illinois             | 2.215.940                  | 48,6                       | –                          | 2.310.939                | 50,7                     | 24                       | 32.241            | 0,7               | 4.559.120      | 94.999    | 2,1       |
|                       | Indiana              | 860.643                    | 39,7                       | –                          | 1.297.763                | 59,8                     | 12                       | 10.215            | 0,5               | 2.168.621      | 437.120   | 20,2      |
|                       | Iowa                 | 670.557                    | 54,7                       | 8                          | 545.355                  | 44,5                     | –                        | 9.702             | 0,8               | 1.225.614      | 125.202   | 10,2      |
|                       | Kalifornien          | 4.702.233                  | 47,6                       | –                          | 5.054.917                | 51,1                     | 47                       | 129.915           | 1,3               | 9.887.065      | 352.684   | 3,6       |
|                       | Kansas               | 422.636                    | 42,6                       | –                          | 554.049                  | 55,8                     | 7                        | 16.359            | 1,6               | 993.044        | 131.413   | 13,2      |
|                       | Kentucky             | 580.368                    | 43,9                       | –                          | 734.281                  | 55,5                     | 9                        | 7.868             | 0,6               | 1.322.517      | 153.913   | 11,6      |
|                       | Louisiana            | 717.460                    | 44,1                       | –                          | 883.702                  | 54,3                     | 10                       | 27.040            | 1,7               | 1.628.202      | 166.242   | 10,2      |
|                       | Maine 1              | 243.569                    | 43,9                       | –                          | 307.131                  | 55,3                     | 4                        | 4.335             | 0,8               | 555.035        | 63.562    | 11,5      |
|                       | Maryland             | 826.304                    | 48,2                       | –                          | 876.167                  | 51,1                     | 10                       | 11.887            | 0,7               | 1.714.358      | 49.863    | 2,9       |
|                       | Massachusetts        | 1.401.415                  | 53,2                       | 13                         | 1.194.635                | 45,4                     | –                        | 36.755            | 1,4               | 2.632.805      | 206.780   | 7,9       |
|                       | Michigan             | 1.675.783                  | 45,7                       | –                          | 1.965.486                | 53,6                     | 20                       | 27.894            | 0,8               | 3.669.163      | 289.703   | 7,9       |
|                       | Minnesota            | 1.109.471                  | 52,9                       | 10                         | 962.337                  | 45,9                     | –                        | 24.982            | 1,2               | 2.096.790      | 147.134   | 7,0       |
|                       | Mississippi          | 363.921                    | 39,1                       | –                          | 557.890                  | 59,9                     | 7                        | 9.716             | 1,0               | 931.527        | 193.969   | 20,8      |
|                       | Missouri             | 1.001.619                  | 47,8                       | –                          | 1.084.953                | 51,8                     | 11                       | 7.141             | 0,3               | 2.093.713      | 83.334    | 4,0       |
|                       | Montana              | 168.936                    | 46,2                       | –                          | 190.412                  | 52,1                     | 4                        | 6.326             | 1,7               | 365.674        | 21.476    | 5,9       |
|                       | Nebraska             | 259.235                    | 39,2                       | –                          | 397.956                  | 60,2                     | 5                        | 4.274             | 0,6               | 661.465        | 138.721   | 21,0      |
|                       | Nevada               | 132.738                    | 37,9                       | –                          | 206.040                  | 58,9                     | 4                        | 11.289            | 3,2               | 350.067        | 73.302    | 20,9      |
|                       | New Hampshire        | 163.696                    | 36,3                       | –                          | 281.537                  | 62,4                     | 4                        | 5.841             | 1,3               | 451.074        | 117.841   | 26,1      |
|                       | New Jersey           | 1.320.352                  | 42,6                       | –                          | 1.743.192                | 56,2                     | 16                       | 36.009            | 1,2               | 3.099.553      | 422.840   | 13,6      |
|                       | New Mexico           | 244.497                    | 46,9                       | –                          | 270.341                  | 51,9                     | 5                        | 6.449             | 1,2               | 521.287        | 25.844    | 5,0       |
|                       | New York             | 3.347.882                  | 51,6                       | 36                         | 3.081.871                | 47,5                     | –                        | 55.930            | 0,9               | 6.485.683      | 266.011   | 4,1       |
|                       | North Carolina       | 890.167                    | 41,7                       | –                          | 1.237.258                | 58,0                     | 13                       | 6.945             | 0,3               | 2.134.370      | 347.091   | 16,3      |
|                       | North Dakota         | 127.739                    | 43,0                       | –                          | 166.559                  | 56,0                     | 3                        | 2.963             | 1,0               | 297.261        | 38.820    | 13,1      |
|                       | Ohio                 | 1.939.629                  | 44,1                       | –                          | 2.416.549                | 55,0                     | 23                       | 37.521            | 0,9               | 4.393.699      | 476.920   | 10,9      |
|                       | Oklahoma             | 483.423                    | 41,3                       | –                          | 678.367                  | 57,9                     | 8                        | 9.246             | 0,8               | 1.171.036      | 194.944   | 16,6      |
|                       | Oregon               | 616.206                    | 51,3                       | 7                          | 560.126                  | 46,6                     | –                        | 25.362            | 2,1               | 1.201.694      | 56.080    | 4,7       |
|                       | Pennsylvania         | 2.194.944                  | 48,4                       | –                          | 2.300.087                | 50,7                     | 25                       | 41.220            | 0,9               | 4.536.251      | 105.143   | 2,3       |
|                       | Rhode Island         | 225.123                    | 55,6                       | 4                          | 177.761                  | 43,9                     | –                        | 1.736             | 0,4               | 404.620        | 47.362    | 11,7      |
|                       | South Carolina       | 370.554                    | 37,6                       | –                          | 606.443                  | 61,5                     | 8                        | 9.012             | 0,9               | 986.009        | 235.889   | 23,9      |
|                       | South Dakota         | 145.560                    | 46,5                       | –                          | 165.415                  | 52,8                     | 3                        | 2.016             | 0,6               | 312.991        | 19.855    | 6,3       |
|                       | Tennessee            | 679.794                    | 41,5                       | –                          | 947.233                  | 57,9                     | 11                       | 9.223             | 0,6               | 1.636.250      | 267.439   | 16,3      |
|                       | Texas                | 2.352.748                  | 43,3                       | –                          | 3.036.829                | 56,0                     | 29                       | 37.833            | 0,7               | 5.427.410      | 684.081   | 12,6      |
|                       | Utah                 | 207.343                    | 32,0                       | –                          | 428.442                  | 66,2                     | 5                        | 11.223            | 1,7               | 647.008        | 221.099   | 34,2      |
|                       | Vermont              | 115.775                    | 47,6                       | –                          | 124.331                  | 51,1                     | 3                        | 3.222             | 1,3               | 243.328        | 8.556     | 3,5       |
|                       | Virginia             | 859.799                    | 39,2                       | –                          | 1.309.162                | 59,7                     | 12                       | 22.648            | 1,0               | 2.191.609      | 449.363   | 20,5      |
|                       | Washington           | 933.516                    | 50,0                       | 10                         | 903.835                  | 48,5                     | –                        | 27.902            | 1,5               | 1.865.253      | 29.681    | 1,6       |
|                       | West Virginia        | 341.016                    | 52,2                       | (5) 6                      | 310.065                  | 47,5                     | –                        | 2.230             | 0,3               | 653.311        | 30.951    | 4,7       |
|                       | Wisconsin            | 1.126.794                  | 51,4                       | 11                         | 1.047.499                | 47,8                     | –                        | 17.315            | 0,8               | 2.191.608      | 79.295    | 3,6       |
|                       | Wyoming              | 67.113                     | 38,0                       | –                          | 106.867                  | 60,5                     | 3                        | 2.571             | 1,5               | 176.551        | 39.754    | 22,5      |
| Quelle: fec.gov (PDF) |                      |                            |                            |                            |                          |                          |                          |                   |                   |                |           |           |

## Filme
- George H.W. Bush vs. Michael Dukakis. USA 2016, 41-minütiger Dokumentarfilm (CNN) von Kim Flitcroft für die Serie Race for the White House.